# Петриковский район (Гомельская область)
Петриковский район (бел. Пе́трыкаўскі раён) — административная единица на западе Гомельской области Республики Беларусь. Административный центр — город Петриков.
Численность населения — 24 807 человек (на 1 января 2025 года).

## Административное устройство
В районе 16 сельсоветов (площадь указана на 11 марта 2014 года):
- Бабуничский — 14758,19 га
- Голубицкий — 24232,92 га
- Грабовский — 20772,46 га
- Колковский — 17629,20 га
- Комаровичский — 22390,25 га
- Конковичский — 8060,87 га
- Копаткевичский — 14206,08 га
- Копцевичский — 6352,50 га
- Лучицкий — 22735,44 га
- Лясковичский — 20228,35 га
- Муляровский — 17522,45 га
- Мышанский — 12924,16 га
- Новосёлковский — 23392,49 га
- Петриковский — 31169,87 га
- Птичский — 12929,86 га
- Челющевичский — 12644,14 га

Упразднённые сельсоветы:
- Снядинский

Указом Президента Республики Беларусь от 5 апреля 2021 года № 136 "Об административно-территориальном устройстве Витебской, Гомельской и Могилёвской областей" с 1 июня 2021 года посёлок Шестовичи, деревня Шестовичи, Мойсеевичи, Велавск, Черноцкое Петриковского сельсовета Петриковского района включены в состав Осовецкого сельсовета Мозырского района.

## География
Площадь района составляет 2835 км² (3-е место). Район граничит на севере с Любанским районом Минской области и Октябрьским районом, на востоке — Калинковичским районом, на юге — Мозырским и Лельчицким и на западе — с Житковичским районами.
Петриковский район расположен в западной части Гомельской области в границах Припятского Полесья на высоте 136 м над уровнем моря.
Территория района составляет 2,8 тыс. км². Под лесом занято 56 % земель. Всего насчитывается около ста видов березовых, хвойных и дубовых пород. Протяженность района с севера на юг 62 км, с запада на восток — 65 км.
На территории района расположено 126 населённых пунктов. Административно, кроме города, она разделена на 16 сельсоветов: Бабуничский, Голубицкий, Грабовский, Комаровичский, Копцевичский, Колковский, Конковичский, Копаткевичский, Лучицкий, Лясковичский, Муляровский, Мышанский, Новосёлковский, Петриковский, Птичский, Челющевичский.

### Рельеф
Поверхность территории района плоская, заболоченная, вдоль рек имеются песчаные дюны и гряды. 95 % территории района находится на высоте 120—140 м над уровнем моря, 4 % — свыше 140 м.
Высшая точка района находится на востоке, около деревни Челющевичи.
Наименьшая абсолютная высота 113 м на юго-востоке района — это урез реки Припять в месте её слияния с рекой Птичь.

### Климат
В климатическом отношении территория района относится к Житковичско-Мозырскому агроклиматическому району. Климат умеренно-континентальный.

### Гидрография
Основные реки — Припять и её притоки Бобрик, Птичь, Тремля и Уборть. Крупнейшее озеро — Дикое (площадь 69 га), озера — Старик.
В 0,3 км от деревни Михедовичи расположено водохранилище Михедовичи (на Михедово-Грабовском канале).

### Полезные ископаемые
На территории района выявлено 99 месторождений торфа с общими запасами 61,5 млн тонн (Галое болото и др.), Петриковское месторождение калийных и каменной солей, Бриневское месторождение бурого угля, Бриневское месторождение гипса и ангидрита, три месторождения песков с общими запасами 6,28 млн м³, девять месторождений глин и суглинков с общими запасами 31,6 млн м³, один источник минеральной воды.

## Геральдика
Герб и флаг одобрены решениями Петриковского районного исполнительного комитета от 25 июля 2000 года № 424 и районного Совета депутатов от 27 сентября 2000 года № 9. Зарегистрированы в Гербовом матрикуле Республики Беларусь 20 февраля 2001 года № 49.

## История
По преданию, Петриков был основан в X веке. Согласно издавна бытующей легенде, населенный пункт получил название в честь его легендарного основателя ятвяжского князя, который получил при крещении имя Петр.
По историческим источникам, Петриков известен с 1523 года как местечко в Великом княжестве Литовском. В это время Петриков входил в состав Слуцкого княжества и принадлежал Олельковичам.
В первой половине XVI века, согласно некоторым документам, князь Юрий Олелькович построил в Петрикове замок, который был разрушен в 1534—1537 годах во время войны Великого княжества Литовского с Московским государством. В 1595—1596 годах Петриков дважды был захвачен отрядами С. Наливайки.
С XVII века Петриков принадлежал Ходкевичам, «графам на Мыше, Шклове, Ляховичах, Глуске, Чернобыле и Петрикове». 16 октября 1776 года Ходкевичи получили от короля Польского и Великого князя Литовского Станислава Августа Понятовского привилей на проведение в Петрикове больших ярмарок два раза в год: 20 июля на праздник Святого Ильи по католическому календарю и 1 октября на праздник Покрова по православному календарю.
С 1793 года Петриков находился в составе Российской империи как местечко, центр волости Мозырского уезда Минской губернии.
К 1812 году в Петрикове имелась почтовая станция на почтовой дороге Мозырь — Давид-Городок.

### Революционный период
1916 год — территория Мозырского уезда становится тылом 3-й русской армии, державшей оборону против немецких войск под Барановичами и Пинском.
Февраль-декабрь 1916 года — территория оккупирована войсками кайзеровской Германии.

### Советский период
С декабря 1917 года в Петрикове установлена советская власть, его судьба связана с историей Белорусской ССР в составе Союза Советских Социалистических Республик.
Март-декабрь 1918 года — оккупация немецкими войсками.
С апреля по июнь 1920 года — оккупация войсками белополяков. 4 апреля 1920 года они начали на Полесье генеральное наступление, чтобы окончательно захватить Мозырь и Калинковичи, и на следующий день захватили оба города. Линия фронта проходила тогда примерно по нынешней границе Калинковичского и Петриковского районов. Польское командование перебросило сюда лучшую, полностью укомплектованную 9-ю Полесскую дивизию в составе 4-х пехотных полков, элитного кавалерийского полка «Татарская езда» и 9-го артиллерийского полка. Более половины легионеров составляли профессионалы-наемники из бывших солдат кайзеровской Германии, польских эмигрантов из США, Канады и Австралии. Эта грозная сила, насчитывавшая 7 тыс. штыков, 1 400 сабель, 200 пулеметов и 20 орудий троекратно (а по коннице — абсолютно) превосходила измотанные многомесячными боями и сильно поредевшие полки советской 139-й стрелковой бригады.
С 17.07.1924 — местечко, центр Петриковского района Мозырского округа. На востоке современной территории района находился Копаткевичский район.
3 июля 1925 года местечко Петриков преобразовано в город. 21 августа 1925 года территория Малогородятичского сельсовета передана из Петриковского в Любанский район Слуцкого округа. 4 августа 1927 года в результате упразднения Слободского района в состав Петриковского района передана территория трёх сельсоветов — Казимировского, Осовецкого, Скрыгловского. 27 сентября 1930 года Казимировский сельсовет передан вновь образованному Мозырскому району. 8 июля 1931 года был упразднён Копаткевичский район, и 8 его сельсоветов были переданы Петриковскому району (12 февраля 1935 года Копаткевичский район восстановлен, ему передано 10 сельсоветов Петриковского района). 3 июля 1939 года Скрыгловский сельсовет передан Мозырскому району.
В 1930—1935 годах район находился в прямом республиканском подчинении, в 1935—1938 годах — в Мозырском округе (пограничном). 15 января 1938 года Петриковский район вошёл в состав Полесской области.

### Годы Великой Отечественной войны
В годы Великой Отечественной войны в городе действовал подпольный райком КПБ, были созданы 125-я Копаткевичская и 130-я Петриковская партизанские бригады. Пятерым уроженцам района присвоено звание Героя Советского Союза. Это Малышев Ф. А., Степук С. Е., Самбук И. Е., Липунов А. Я., Данилицкий А. П., двум — Королю Г. Я. и Мотузу В. И. — полных кавалеров орденов Славы. На петриковской земле похоронен младший лейтенант Герой Советского Союза Николай Поликарпович Чалый.
30 июня 1944 года город был освобожден от захватчиков воинами 55 Мозырской Краснознаменной стрелковой дивизии 61-й армии Первого Белорусского фронта и моряками 20-й бригады речных кораблей ордена Ушакова Днепровской флотилии. В боях за освобождение города погибло более 3 тысяч бойцов, партизан, командиров. Их имена увековечены в мемориальных досках, названиях улиц, памятниках и обелисках, книге «Память». В городском парке установлен мемориал в честь воинов-освободителей города Петрикова. Морякам Днепровской флотилии — старшине В. Г. Канарееву и мичману В. П. Чильникину — присвоены звания почётных граждан Петрикова.

### Послевоенный период
8 января 1954 года Полесская область упразднена, район вошёл в состав Гомельской области. 25 декабря 1962 года Осовецкий сельсовет был передан Мозырскому району. В тот же день Петриковскому району переданы 10 сельсоветов повторно упразднённого Копаткевичского района.

### В составе Республики Беларусь
20 октября 1995 года административные единицы Петриковский район и город Петриков, имеющие общий административный центр, объединены в одну административную единицу — Петриковский район.
Указом Президента Республики Беларусь от 5 апреля 2021 года № 136 "Об административно-территориальном устройстве Витебской, Гомельской и Могилёвской областей" произведено уточнение границ областей и районов, установленных в 1950-е годы графическим способом на основе имевшегося в то время картографического материала. Так, изменение границ затронуло 5 смежных районов, в результате земли Мозырского района увеличились на 4733 га.
В результате изменения границ районов в Едином реестре административно-территориальных и территориальных единиц Республики Беларусь была произведена регистрация административного подчинения деревни Велавск, деревни Мойсеевичи, деревни Черноцкое, деревни Шестовичи, посёлка Шестовичи Петриковского сельсовета Петриковского района в Осовецкий сельсовет Мозырского района.

## Население

### Численность
Численность населения — 24 807 человек (на 1 января 2025 года), в том числе городское — 12 983 человек (Петриков — 10 278 человек, Копаткевичи — 2 705 человек), сельское — 11 824 человек.
Население района — 25 721 человек, в том числе городское население 13 110 человек (Петриков — 10 303 человек, Копаткевичи — 2 807 человек), в сельской местности — 12 611 человек (на 1 января 2023 года).
На 1 января 2016 года население района составило 28 246 человек (11-е место среди районов), в том числе в городских условиях — 13 183 человек, в сельской местности — 15 063.
| Численность населения | Численность населения | Численность населения | Численность населения | Численность населения | Численность населения | Численность населения | Численность населения |
| 1970                  | 1979                  | 1989                  | 1996                  | 2000                  | 2001                  | 2002                  | 2003                  |
| --------------------- | --------------------- | --------------------- | --------------------- | --------------------- | --------------------- | --------------------- | --------------------- |
| 62 883                | ▼55 582               | ▼49 256               | ▼46 000               | ▼43 281               | ▼42 454               | ▼41 393               | ▼40 243               |
| 2004                  | 2005                  | 2006                  | 2007                  | 2008                  | 2009                  | 2010                  | 2011                  |
| ▼39 179               | ▼38 363               | ▼37 544               | ▼36 674               | ▼35 711               | ▼34 784               | ▼33 703               | ▼32 615               |
| 2012                  | 2013                  | 2014                  | 2015                  | 2016                  | 2017                  | 2018                  | 2019                  |
| ▼31 556               | ▼30 765               | ▼29 969               | ▼29 109               | ▼28 246               | ▼27 436               | ▼27 001               | ▼26 369               |
| 2020                  | 2021                  | 2022                  | 2023                  | 2024                  | 2025                  |                       |                       |
|                       |                       |                       | ▼25 721               |                       | ▼24 807               |                       |                       |

### Национальный состав
| Национальный состав по переписи населения 2009 года | Национальный состав по переписи населения 2009 года | Национальный состав по переписи населения 2009 года |
| Народ                                               | Численность                                         | %                                                   |
| --------------------------------------------------- | --------------------------------------------------- | --------------------------------------------------- |
| Белорусы                                            | 32 022                                              | 94,29%                                              |
| Русские                                             | 1204                                                | 3,55%                                               |
| Украинцы                                            | 427                                                 | 1,26%                                               |
| Цыгане                                              | 86                                                  | 0,25%                                               |
| Поляки                                              | 68                                                  | 0,2%                                                |
| Евреи                                               | 22                                                  | 0,06%                                               |
| Армяне                                              | 17                                                  | 0,05%                                               |
| Молдаване                                           | 13                                                  | 0,04%                                               |
| Татары                                              | 12                                                  | 0,04%                                               |
| Немцы                                               | 10                                                  | 0,03%                                               |

По переписи 1999 года: белорусов — 92,8 %, русских — 4,3 %, украинцев —1,6 %, поляков — 0,3 %, цыган — 0,2 %, евреев — 0,01 % и др.

### Демографические характеристики
На 1 января 2018 года 19,5% населения района были в возрасте моложе трудоспособного, 47,7% — в трудоспособном возрасте, 32,8% — в возрасте старше трудоспособного. Средние показатели по Гомельской области — 18,3%, 56,6% и 25,1% соответственно. Петриковский район находится на последнем месте в области по доле населения в трудоспособном возрасте и на первом месте — по доле населения в возрасте старше трудоспособного.
Коэффициент рождаемости в районе в 2017 году составил 11,6 на 1000 человек, коэффициент смертности — 23 (самый высокий в области). Всего в 2017 году в районе родилось 316 и умерло 626 человек. Средние показатели рождаемости и смертности по Гомельской области — 11,3 и 13 соответственно, по Республике Беларусь — 10,8 и 12,6 соответственно. Сальдо миграции отрицательное (в 2017 году из района уехало на 125 человек больше, чем приехало, в 2016 году — на 535 человек).
В 2017 году в районе было заключено 154 брака (5,7 на 1000 человек, один из самых низких показателей в области) и 59 разводов (2,2 на 1000 человек). Средние показатели по Гомельской области — 6,9 браков и 3,2 развода на 1000 человек, по Республике Беларусь — 7 и 3,4 соответственно.

## Экономика
Под сельскохозяйственными угодьями — 88 тыс. га, 55 % площади района занято лесами. Из полезных ископаемых есть калийная соль, нефть, бурый уголь, торф, пески и глины.

### Сельское хозяйство
В 2017 году в сельскохозяйственных организациях под зерновые и зернобобовые культуры было засеяно 18 014 га пахотных земель, под кормовые культуры — 29 850 га. В 2016 году было собрано 49,4 тыс. т зерновых и зернобобовых, в 2017 году — 52,2 тыс. т (урожайность — 27,6 ц/га в 2016 году и 29 ц/га в 2017 году). Средняя урожайность зерновых в Гомельской области в 2016—2017 годах — 30,1 и 28 ц/га, в Республике Беларусь — 31,6 и 33,3 ц/га.
На 1 января 2018 года в сельскохозяйственных организациях района (без учёта личных хозяйств населения и фермеров) содержалось 35,5 тыс. голов крупного рогатого скота, в том числе 12,1 тыс. коров, а также 10,9 тыс. свиней. В 2017 году было произведено 5,3 тыс. т мяса в живом весе и 46,2 тыс. т молока при среднем удое 4171 кг (средний удой с коровы по сельскохозяйственным организациям Гомельской области — 4947 кг в 2017 году).

## Здравоохранение
В 2017 году в учреждениях Министерства здравоохранения Республики Беларусь насчитывались 71 практикующий врач (26,3 в пересчёте на 10 тысяч человек; средний показатель по Гомельской области — 39,3, по Республике Беларусь — 40,5) и 317 средних медицинских работников. Число больничных коек в лечебных учреждениях района — 233 (в пересчёте на 10 тысяч человек — 86,3; средний показатель по Гомельской области — 86,4, по Республике Беларусь — 80,2).

## Образование
В 2017 году в районе действовало 27 учреждений дошкольного образования (включая комплексы «детский сад — школа») с 1,2 тыс. детей. В 2017/2018 учебном году действовало 28 учреждений общего среднего образования, в которых обучалось 3,4 тыс. учеников. Учебный процесс в школах обеспечивали 555 учителей, на одного учителя в среднем приходилось 6,1 учеников (среднее значение по Гомельской области — 8,6, по Республике Беларусь — 8,7).

## Культура
В районном центре расположен Петриковский историко-краеведческий музей, в котором собрано 1,8 тыс. музейных предметов основного фонда. В 2016 году музей посетили 4 тыс. человек. В деревне Новосёлки расположен филиал музея — Дом-музей Деда Талаша.
В агрогородке Лясковичи расположены:  
- Музей природы национального парка «Припятский»

- Музей хлеба

В агрогородке Новосёлки расположен Исторический музей ГУО "Новосёлковская средняя школа".
В городском посёлке Копаткевичи расположен историко-краеведческий музей ГУО "Копаткевичская средняя школа".

## События и мероприятия
Начиная с 2010 г. раз в 2 года во второй половине августа-начале сентября в агрогородке Лясковичи проходит международный фестиваль этнокультурных традиций «Зов Полесья».

## Достопримечательности
В г. Петриков расположены: 

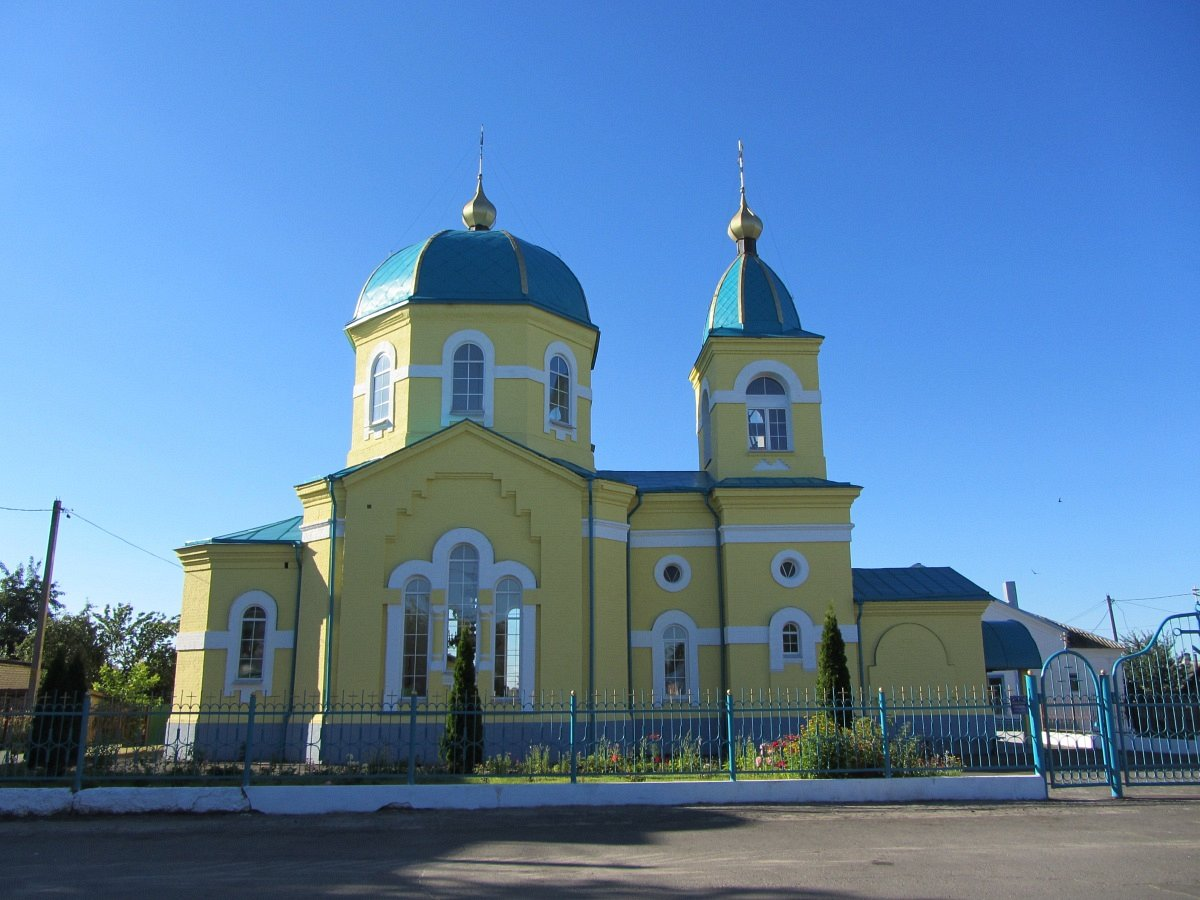
Вознесенская церковь в г. Петриков

- Братская могила воинов, партизан и подпольщиков
- Могила народного героя, партизана двух войн Василия Талаша (Дед Талаш), ему поставлен памятник (скульптор Заир Азгур)
- Церковь Святителя Николая (1682 г.)
- Церковь Вознесения Господня (1890 г.)

В Петриковском районе расположена часть Национального парка «Припятский». Созданы биологические заказники, охраняются торфяники Глухой Мох, Косище, Божилов Гуд, Топило и другие. Памятником природы республиканского значения является геологическое обнажение Дорошевичи, в ряде лесничеств охраняются дубравы.  
В деревне Кошевичи расположена Успенская церковь (1642 год).
В деревне Лучицы в XIX в. родился белорусский сказочник Иван Павлович Азёмша, от него записано много народных сказок.
Деревня Комаровичи — родина фольклористки XIX в. Эммы Дмоховской, Новосёлки — поэта Алеся Дудара.

### Памятник природы, заказник
- Припятский национальный парк
- Ботанические памятники природы местного значения — «Дубрава Копаткевичская»,  «Дубрава Кошевичская-1», «Дубрава Кошевичская-2», «Дубрава Кошевичская-3», «Дубрава Кошевичская-4».
- Заказники местного значения — «Воронецкий мох», «Комаровичский».

## СМИ
Издаётся газета «Петрыкаўскія навіны». 